# Weesby
Weesby (en danois: Vesby) est une commune de l'arrondissement de Schleswig-Flensbourg, dans le Land de Schleswig-Holstein en Allemagne.

## Géographie
Weesby est situé à environ 18 kilomètres à l'ouest de Flensbourg, à la frontière avec le Danemark.
Au sud de la commune passe la Bundesstraße 199 entre Flensbourg et Niebüll.

## Source, notes et références
- (de) Cet article est partiellement ou en totalité issu de l’article de Wikipédia en allemand intitulé « Weesby » (voir la liste des auteurs).